# 王振西 (1934年)
王振西（1934年3月—2019年9月15日），男，陕西高陵人，中华人民共和国军事人物，中国人民解放军少将，曾任军事科学院外国军事研究部部长。